# Broteochactas purus
Espèce
Broteochactas purus est une espèce de scorpions de la famille des Chactidae.

## Distribution
Cette espèce est endémique d'Amazonas au Brésil. Elle se rencontre vers Beruri.

## Étymologie
Son nom d'espèce lui a été donné en référence au lieu de sa découverte, le rio Purus.

## Publication originale
- Lourenço, 2017 : One more new species of Broteochactas Pocock, 1893 (Scorpiones: Chactidae) from Brazilian Amazonia. Revista Iberica de Arachnologia, vol. 30, p. 11-14.